# Neopterin
Neopterin ist ein Signal-Botenstoff, der von speziellen körpereigenen Zellen des Immunsystems (Makrophagen) gebildet wird.

## Chemie

D-erythro-Form

L-erythro-Form

Neopterin wurde erstmals 1889 von Frederick Gowland Hopkins aus Harn isoliert, allerdings konnte die Struktur erst viel später aufgeklärt werden.
Aus Puppen der Honigbiene (Apis mellifera) wurde durch Chromatographie neben anderen Pteridin-Derivaten in winziger Ausbeute eine neue Substanz aus der Klasse der Pteridine isoliert, für welche Heinz Rembold den Namen Neopterin vorschlug (griechisch neo = neu). Rembold erkannte auch die richtige Strukturformel und bewies sie durch Synthese.
Neopterin enthält zwei Kohlenstoffatome mit ungleichen Substituenten und damit zwei Chiralitätszentren. Es existieren daher vier Stereoisomere des Moleküls. Für die Substanz aus der Honigbiene wurde die D-erythro-Konfiguration bewiesen.
Zunächst wurde lediglich die D-erythro-Form mit der absoluten Konfiguration (1S,2R) als Neopterin bezeichnet. Später wurde im menschlichen und im Primaten-Urin neben der D-erythro-Form die hierzu enantiomere (1R,2S)-Form, die (L-erythro-Form) aufgefunden.

## Biochemische Bedeutung
Neopterin wurde lange Zeit als Vorstufe der Biosynthese von Biopterin angesehen. Später kam man zu der Erkenntnis, dass die Bildung von Neopterin ein Seitenkanal der Biopterin-Synthese sein dürfte, der vom Dihydroneopterintriphosphat abzweigt.
Biosynthetisch entsteht Neopterin wie alle anderen natürlichen Pteridine aus Guanosintriphosphat. Dieses wird unter Mithilfe des Enzyms GTP-Cyclohydrolase I in Dihydroneopterintriphosphat umgewandelt, aus dem der Alkohol 7,8-Dihydroneopterin sowie dessen Dehydrierungsprodukt, Neopterin, gebildet werden kann. Dieses entstand zum Beispiel beim Behandeln von Dihydroneopterintriphosphat mit Iod und alkalischer Phosphatase.

7,8-Dihydroneopterin und Neopterin entstehen durch Hydrolyse aus Dihydroneopterintriphosphat (links oben).

Neopterin ist ein Indikator der Aktivierung der zellulären Abwehr und ein Hinweis darauf, dass im Körper ein Krankheitsgeschehen abläuft. Auch bei Autoimmunerkrankungen ist der Neopterin-Spiegel erhöht, da aktivierte T-Lymphozyten unter anderem Interferon-γ ausschütten, welches die Makrophagen aktiviert. Die Pteridinverbindung (siehe Pyrimidin) kann im Harn, Blut und Liquor cerebrospinalis bestimmt werden. Im Normalzustand beträgt der Anteil im Blutserum weniger als 10 nmol/l.
Neopterin ist einer der besten prognostischen Marker bei Patienten mit HIV-Infektion, bei kardiovaskulärem Risiko und bei verschiedenen bösartigen Tumoren.
Der Neopterinspiegel wird bestimmt bei:
1. Früherkennung von Abstoßungsreaktionen bei Organverpflanzungen
2. Früherkennung opportunistischer Infektionen bei HIV-Patienten
3. als Risikofaktor bei koronarer Herzerkrankung
4. Rheumatoide Arthritis
5. Systemischer Lupus erythematodes SLE
6. Immundiagnostik bei Myalgischer Enzephalomyelitis/Chronischem Fatigue-Syndrom
7. Entzündliche Magen- (Helicobacter pylori) und Darmerkrankungen (Colitis ulcerosa, Morbus Crohn)
8. Sarkoidose
9. Hyperphenylalaninämie
10. Screening von Blutkonserven zur Verkleinerung des diagnostischen Fensters